# Chrissie Shrimpton
Christine Margaret Shrimpton (Londres, 15 de julio de 1945) es una modelo y actriz inglesa de los años 60, actualmente retirada.

## Vida personal
Shrimpton es la hermana menor de la modelo Jean Shrimpton y fue novia del líder de The Rolling Stones, Mick Jagger, de 1963 a 1966. Según el biógrafo de los Stones, Stephen Davis, su álbum de 1966 Aftermath fue una fuente de vergüenza para Shrimpton, ya que «la gente generalmente la identificaba con los mordaces desprecios [del álbum]», y eso llevó a una discusión que ella y Jagger tuvieron mientras asistían a una fiesta organizada por el heredero de Guinness, Tara Browne, en abril de 1966.

## En la cultura popular
En la película biográfica de BBC Four We Take Manhattan (2012), sobre el affaire de su hermana Jean y el fotógrafo David Bailey en la ciudad de Nueva York, Clemmie Dugdale interpreta a Shrimpton. Se cree que la canción de Small Faces «Talk to You» trata sobre ella.

## Películas
- Luna cero dos (1969) como asistente de boutique.
- Mi hijo, mi amor (1970) como la amiga de Kenworthy.
- All the Right Noises (1971) como camarera.